# Ижорский батальон (фильм)
«Ижо́рский батальо́н» — советский чёрно-белый художественный фильм, поставленный на Киностудии «Ленфильм» в 1972 году режиссёром Геннадием Казанским. Героическая киноповесть.

## Сюжет
О судьбах воинов Ижорского батальона. Сформированный из добровольцев-колпинцев, в основном из рабочих Ижорского завода, батальон принял участие в решающих сражениях против регулярных частей гитлеровской армии и закончил свой героический путь на побережье Балтийского моря.

## В ролях
- Виктор Жуков — Коля Матвеев
- Ирина Юревич — Лена Снегирёва
- Сергей Приселков — Чайка
- Борис Чирков — Ванечка
- Сергей Плотников — Паша
- Василий Корзун — Виктор Андреевич Андреев, начальник штаба
- Вадим Яковлев — Сергей Петрович, секретарь парткома
- Леонид Неведомский — командир батальона, майор
- Глеб Селянин — комиссар батальона
- Георгий Куликов — Геннадий Викентьевич, учитель
- Инна Кондратьева — Анна Алексеевна, мать Лены
- Михаил Храбров — Фёдор Иванович, отец Коли

В съёмках фильма принимали участие бывшие бойцы и командиры Ижорского батальона и рабочие завода.

## Съёмочная группа
- Авторы сценария — Сергей Давыдов, Олег Шестинский, Геннадий Казанский
- Постановка — Геннадия Казанского
- Главный оператор — Владимир Бурыкин
- Главный художник — Семён Малкин
- Композитор — Надежда Симонян

## Съёмки
Съёмки проходили в Колпино и в цехах Ижорского завода. Тогда во многих местах города и завода были установлены декорации военной поры. По воспоминаниям актёра В. Корзуна, «съёмки проходили на заводе при участии тех, кто когда-то в войну молодыми работал и защищал родной завод, Ленинград».